# Consejo de Universidades
El Consejo de Universidades es un órgano dependiente del Ministerio de Ciencia, Innovación y Universidades que tiene por objeto ser el instrumento para la coordinación académica, la cooperación, la consulta y la propuesta en materia universitaria de las distintas universidades españolas.
El Consejo está presidido por el ministro de Ciencia, Innovación y Universidades, y como vocales cuenta con los rectores de las universidades españolas, así como con cinco miembros adicionales designados por el presidente del Consejo.